# Леопольд Фердинанд Австрийский
Эрцгерцог Леопольд Фердинанд Австрийский, принц Тосканский (нем. Leopold Ferdinand Salvator Marie Joseph Johann Baptist Zenobius Rupprecht Ludwig Karl Jacob Vivian von Österreich-Toskana; 2 декабря 1868, Зальцбург — 4 июля 1935, Берлин) — представитель тосканской линии Габсбург-Лотарингского дома. Позднее был известен как Леопольд Вёльфлинг.

## Ранняя жизнь

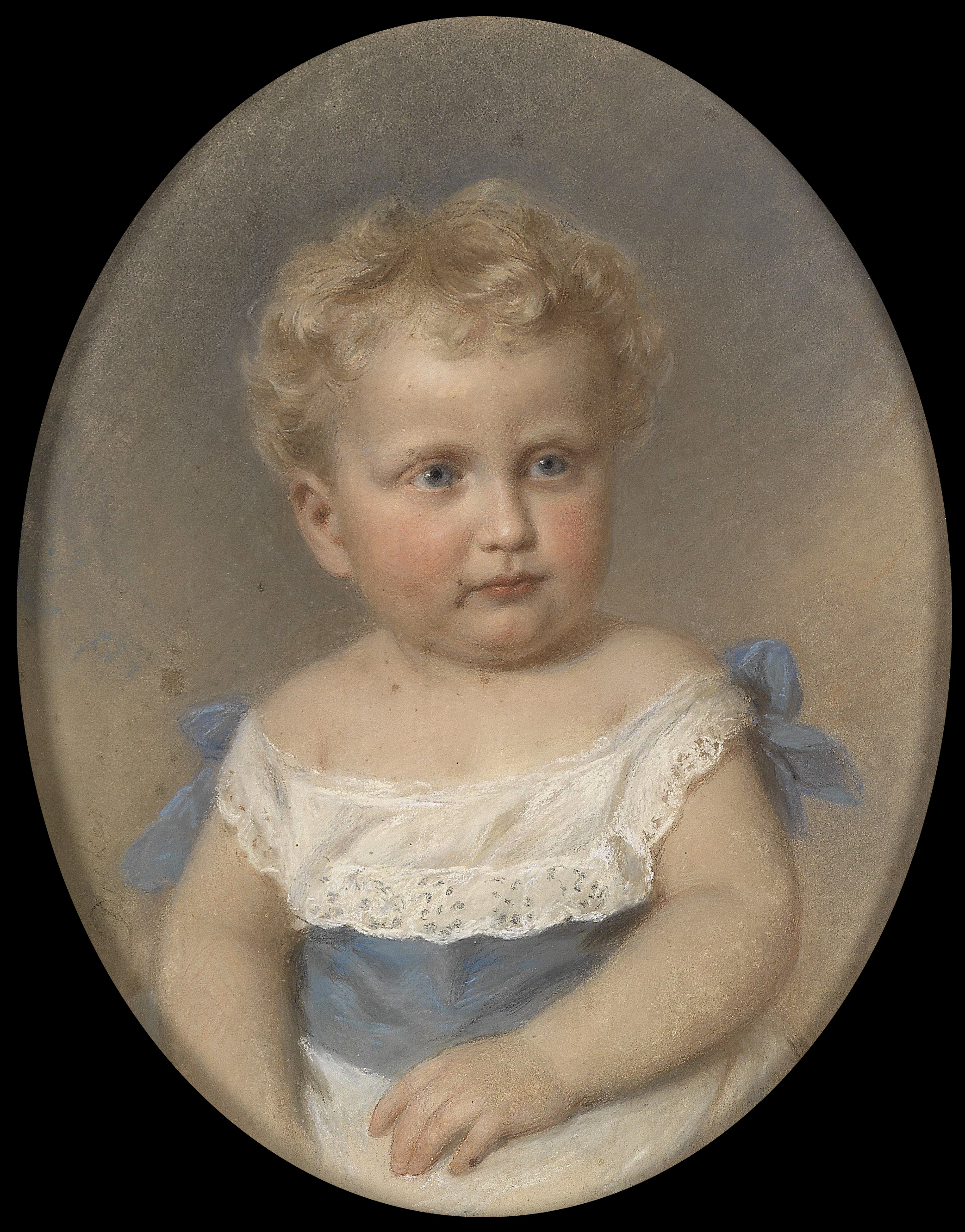
Эрцгерцог Леопольд Фердинанд в детстве (1870 год), автор -
Георг Деккер

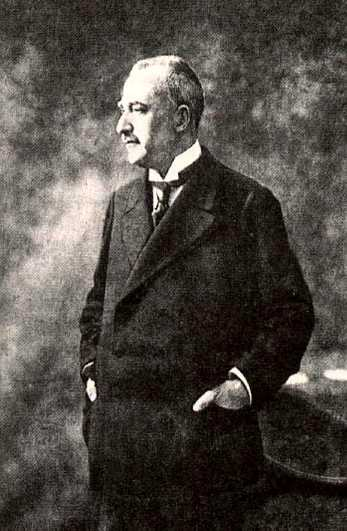
Эрцгерцог Леопольд Фердинанд Австрийский, принц Тосканский

Родился 2 декабря 1868 года в Зальцбурге. Старший сын Фердинанда IV (1835—1908), последнего великого герцога Тосканского (1859—1860), от второго брака с принцессой Алисой Бурбон-Пармской (1849—1935).
Как и многие члены его семьи, Леопольд Фердинанд начал свою военную карьеру морским кадетом в австро-венгерском военно-морском флоте, где в 1890 году он получил чин фендрика. Его связь с Эльвирой Марией Терезой (1871—1929), дочерью испанского претендента на престола Дона Карлоса Младшего, не получила одобрения со стороны императора Франца Иосифа I, который не желал вмешиваться во внутренние дела Испании.
В 1892—1893 годах эрцгерцог Леопольд сопровождал эрцгерцога Франца Фердинанда Австрийского во время кругосветного путешествия. Отношения между двумя эрцгерцогами были крайне плохие. Из-за их постоянных склок император Франц Иосиф I приказал Леопольду Фердинанду вернуться на родину. Он покинул корабль в Сиднее и вернулся в Европу. Леопольд Фердинанд был уволен из австро-венгерского флота и поступил в пехотный полк в Брно. В конце концов эрцгерцог Леопольд был назначен полковником 21-го полка барона фон Вальдштеттена.
Эрцгерцог влюбился в проститутку Вильгельмину Адамович, которую он впервые встретил в парке Аугартен в Вене (некоторые другие источники утверждают, что первая встреча состоялась в Оломоуце). Его родители предложили ему сумму в размере 100 000 флоринов при условии, что он оставит свою любовницу. Он отказался это сделать и решил отказаться от своего титула, чтоб иметь возможность жениться на ней.

## Отказ от титула

Императорский вензель эрцгерцога Леопольда Фердинанда Австрийского

29 декабря 1902 года было объявлено, что император Австро-Венгрии Франц Иосиф I согласился удовлетворить просьбу Леопольда об отказе его от наследственного титула эрцгерцога. 3 апреля 1903 года Австро-венгерское министерство императорского и королевского двора сообщило, что эрцгерцог Леопольд Фердинанд отказался от своего титула и принял новое имя — Леопольд Вёльфлинг. Его имя было удалено из списка кавалеров Ордена Золотого руна и военного списка. Он взял себе фамилию Вёльфлинг в честь пика в Рудных горах. Он уже пользовался этим псевдонимом в 1890-х годах, когда путешествовал инкогнито по Германии. В день его отъезда из Австрии он был уведомлен, что ему запрещено возвращаться на территорию Австро-Венгрии. Леопольд Вёльфлинг принял гражданство Швейцарии. Он получил в подарок 200 000 флоринов, а также дополнительно 30 000 флоринов в качестве дохода от своих родителей.

## Жизнь под именем Леопольда Вёльфлинга

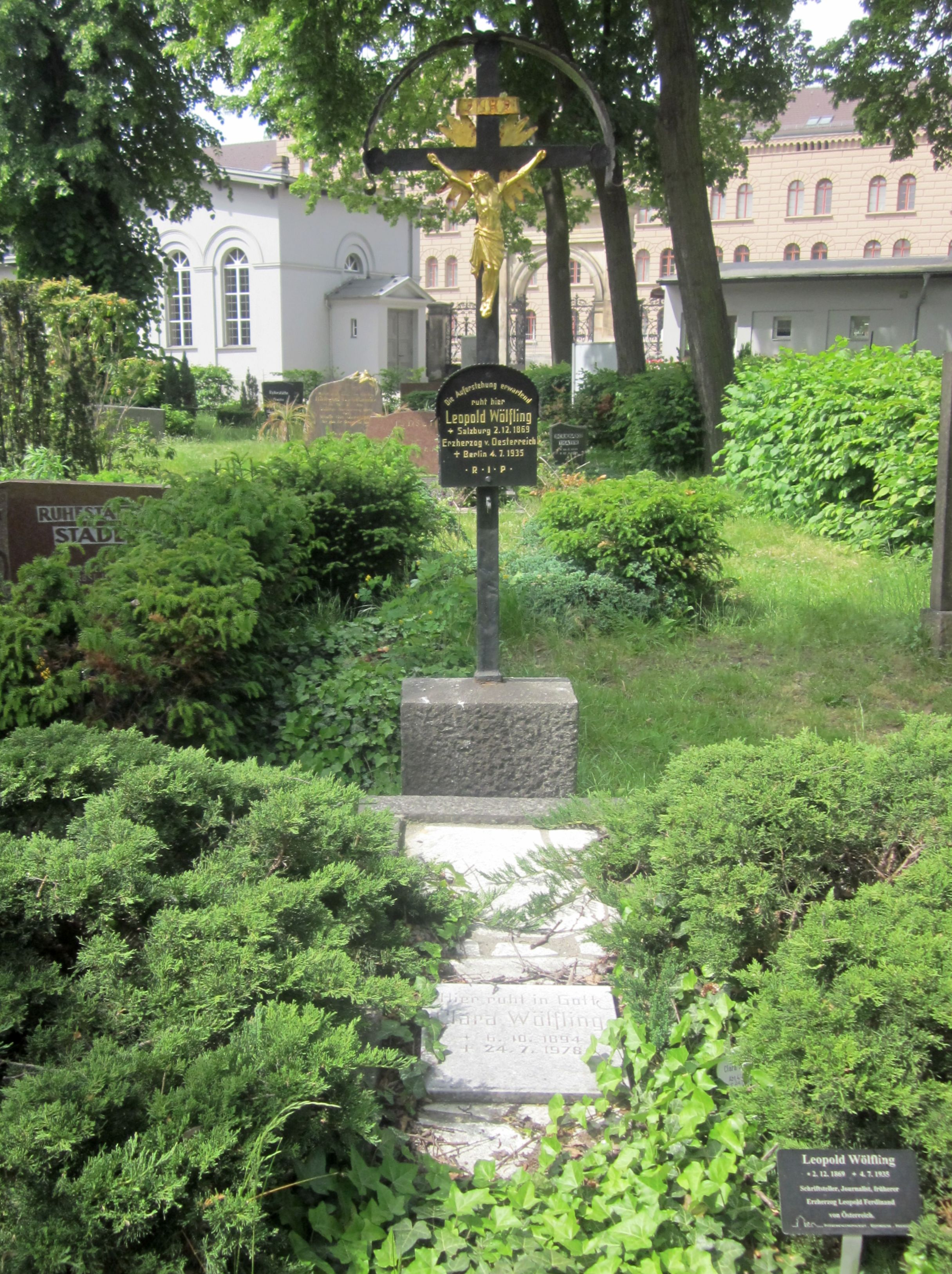
Могила Леопольда Вёльфлинга в Берлине

Леопольд уехал из Австрии в Швейцарию и Германию, где изучал естественные науки (особенно интересовался ботаникой) в Цюрихскорм университете, Берлинском университете и Мюнхенском университете. Летом 1915 года он попытался записаться добровольцем в германскую армию, но получил отказ на основании его швейцарского гражданства.
После Первой мировой войны Леопольд Вёльфлинг прекратил получать денежные средства от родителей. В 1921 году он вернулся в Австрию, где стал искать средства для существования. Он знал немецкий, английский, французский, итальянский, венгерский, испанский и португальский языки. Некоторое время он работал клерком по переводу иностранной корреспонденции, позднее открыл магазин деликатесов в Вене, где продавал салями и оливковое масло. Леопольд также попробовал свои силы на работе в качестве гида в императорском дворце Хофбурге и был очень хорошо принят посетителями. Позднее из-за большого интереса к своей персоне он вынужден был покинуть Вену.
Леопольд Вёльфлинг перебрался в Германию и поселился в Берлине. Он комментировал немецкие немые фильмы , выступал в кабаре и писал мемуары. В конце 1932 года он написал серию статей о своей жизни в Хофбурге, опубликованную в газете Berliner Morgenpost.
66-летний Леопольд Вёльфлинг скончался в нищете 4 июля 1935 года в доме на Белль-Альянс-Штрассе (сейчас — Мерингдамм) в Берлине. Он был похоронен на протестантском кладбище Friedhof III der Jerusalems- und Neuen Kirchengemeinde в районе Кройцберг.

## Браки
Леопольд Вёльфлинг был трижды женат. 25 июля 1903 года в Верье он женился первым браком на Вильгельмине Адамович (1 мая 1877, Лунденбург — 17 мая 1910, Женева). Супруги не имели детей и развелись в 1907 году.
27 октября 1907 года в Цюрихе вторично женился на Марии Магдалене Риттер (4 марта 1876/1877, Вена — 1924), с которой также не имел детей и позднее развелся.
4 декабря 1933 года в Берлине в третий раз женился на Кларе Хедвиге Павловской, урождённой Грёгер (6 октября 1894, Гюльденбоден — 24 июля 1978, Берлинген). Третий брак также был бездетным.

## Титулы и стили
- 2 декабря 1868 — 29 декабря 1902 года: «Его Императорское и Королевское Высочество Эрцгерцог Леопольд Фердинанд Австрийский, Принц Тосканский»
- 29 декабря 1902 — 4 июля 1935 года: «Леопольд Вёльфлинг»